# Il codice del silenzio (film 1985)
Il codice del silenzio (Code of Silence) è un film poliziesco del 1985 diretto da Andrew Davis, e interpretato da Chuck Norris e Henry Silva.

## Trama
Eddie Cusack è un ufficiale che, assieme alla sua squadra, conduce una lotta contro la mafia e il traffico di droga. Il suo principale obiettivo è Louis Comacho, un signore della droga e responsabile dell'omicidio di alcuni poliziotti. La sua caccia subisce però un imprevisto, gli uomini di Tony Luna, boss della mafia locale, si impossessano di droga e denaro e causano la strage dei banditi rivali e di due agenti, mentre era in corso un'operazione antidroga. Assieme a Cusak collaborano l'alcolizzato Cragie e l'infiltrato Spider, che viene poi ucciso dagli uomini di Luna. Mentre pedina uno dei suoi collaboratori, Giamiani, Cusak scopre che questo segue tutto il giorno una ragazza diciottenne di nome Diana Luna e scopre che questa è la figlia di Tony. Nel frattempo Luis Comacho manda alcuni uomini a casa di Tony che sterminano la sua famiglia. Diana viene informata del fatto dallo zio Giamiani che però viene ucciso dagli scagnozzi di Luis, i quali intendono rapire la ragazza. Eddie, trovandosi sul posto insieme al suo nuovo collega Nick Coplas, insegue gli uomini e li neutralizza salvando la ragazza.
Essendo certo che la ragazza non è al sicuro e che non ha un posto dove andare, Cusack la porta a casa di un ex poliziotto e suo grande amico. Nel frattempo al distretto tutti sono in fervore per il processo al poliziotto Cragie, in quanto nell'operazione andata male ha accidentalmente ucciso un ragazzo di colore, essendo sotto l'effetto dell'alcool. Al processo Cusack è l'unico a rivelare la dipendenza del collega, mentre tutti gli altri poliziotti lo difendono. Intanto Luis ha scoperto dove si nasconde la ragazza, così manda i suoi uomini a casa dell'amico di Eddie e la rapisce. Arrivato in un bar dove Luis gli ha dato appuntamento, senza nessun collega in quanto tutti gli hanno voltato le spalle dopo la sua testimonianza al processo, Comacho gli dice che domani gli avrebbe dovuto portare Tony Luna altrimenti la ragazza sarebbe stata uccisa. Cusack va alla ricerca di Tony, ma tra i due si scatena un inseguimento ferocissimo al termine del quale Luna muore. Così Eddie decide di andare da solo al covo di Luis Comacho, e armato di fucile a pompa, fa irruzione e uccide tutti gli scagnozzi. Luis allora decide di uccidere la ragazza, facendo ricadere la colpa su Eddie, ma questo lo fredda in tempo. Diana viene così liberata.
Il capo di Eddie ed i suoi colleghi si scusano con lui per non avergli creduto. Eddie nota inoltre che tra loro non c'è Cragie: capisce così che Nick ha testimoniato contro di lui.
Sorridendo, Eddie saluta i suoi colleghi, con i quali si vedrà il giorno successivo.

## Produzione

### Riprese
Le riprese si sono svolte a Chicago, nell'Illinois, per la maggior parte delle scene. Altre scene vennero girate nella parte a sud di Los Angeles, per rendere più efficace la realizzazione dei combattimenti. Originariamente si era pensato di usare come location la villa di Norris nel Texas, ma poi l'idea venne accantonata per rendere il film un vero poliziesco, senza ambientazioni western come il luogo avrebbe fatto supporre agli spettatori. Fu infine scelto Chicago, considerato un'ottima location per i film polizieschi. Il film venne girato tra il giugno e il settembre 1985, venendo poi distribuito il 3 maggio 1986.

### Cast
Per la parte di Eddie Cusack la produzione aveva inizialmente scritturato Kris Kristofferson, ma quest'ultimo rifiutò il ruolo. Fu allora scelto Chuck Norris, interprete di parecchi film di successo in quel periodo. Accettò tuttavia un compenso relativamente basso.
Per il ruolo di Louis Comacho vennero considerate numerose star del cinema: Sean Connery, Gene Hackman, Robert Duvall, Lee Marvin e Lee Van Cleef. Alla fine fu scelto Henry Silva, noto per aver interpretato numerosi filoni polizieschi in Italia e anche in patria. Per la parte fu anche considerato Marlon Brando, ma l'attore non venne neanche contattato poiché gli sceneggiatori pensavano che fosse troppo ingrassato per poter interpretare il ruolo, e di conseguenza avrebbero dovuto eliminare molte scene riguardanti il personaggio di Luis.

### Colonna sonora
Le musiche sono state composte dal compositore David Michael Frank, citato nel film con il nome David Frank. Frank è uno degli autori più popolari del periodo, ed è stato compositore di parecchi film polizieschi.

## Accoglienza

### Box office
Il film, costato circa 6.000.000 di dollari, è stato campione d'incassi nel 1985. Nel suo weekend d'apertura ha incassato 5.512.461 $, posizionandosi primo nella classifica. È diventato secondo per tre settimane, dopo Witness - Il testimone, arrivando primo nella sua quinta settimana, incassando in totale quasi 80 milioni di dollari. È il secondo maggior successo al botteghino di Chuck Norris dopo Rombo di tuono.

### Critica
Il film ha ottenuto critiche molto favorevoli, ed è considerato uno dei maggiori successi del 1985. Su Rotten Tomatoes ha una valutazione positiva del 50% con una valutazione di 5,6/10. Su IMDB ha una valutazione di 6,2%/10.
È considerato dai fan e dalla critica uno dei migliori film interpretati da Chuck Norris.

## Videogioco
È stato creato un videogioco ispirato al film, avente la stessa trama e sempre interpretato da Chuck Norris e Henry Silva. Il gioco è stato ideato dalla stessa casa di produzione del film, la Orion Pictures, nel 1987, per poi essere ritirato dal mercato per mancanza di fondi, ed anche a causa dello scarso successo di pubblico. Tuttavia si vocifera che alcune copie del video-game siano sopravvissute.

## Curiosità
- "Codice del silenzio" è il codice di copertura per un agente di polizia, è il suo nome di battaglia con cui viene chiamato dai colleghi in caso d'emergenza o pericoli seri. Il personaggio di Norris è l'unico a parlare pubblicamente contro l'ufficiale corrotto e viene temporaneamente ostracizzato dalla maggior parte degli altri ufficiali della sua unità, fino a conoscere la verità sull'accaduto.